# Suicide (1977)
| Recensione                    | Giudizio       |
| ----------------------------- | -------------- |
| AllMusic                      |                |
| Robert Christgau              | C+             |
| Ondarock                      | Pietra Miliare |
| Piero Scaruffi                | 9/10           |
| Q                             |                |
| The Rolling Stone Album Guide |                |
| Select                        |                |
| Spin                          | 10/10          |
| Spin Alternative Record Guide | 9/10           |

Suicide è l'album di debutto dell'omonimo gruppo musicale statunitense Suicide, pubblicato nel 1977 dalla Red Star Records.

## Composizione

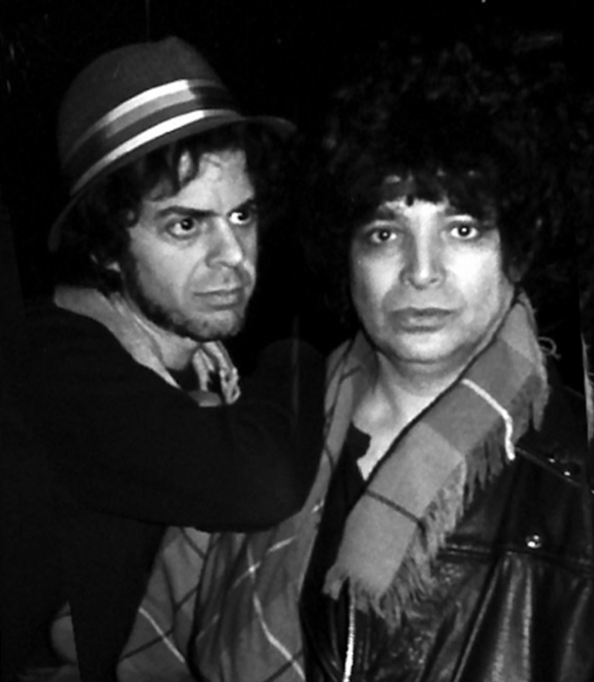
I Suicide nel 1988

I Suicide avevano giù composto gran parte delle tracce del loro primo disco durante gli anni settanta, prima ancora di trovare un contratto per la Red Star. I brani, che precorrono diversi stili musicali come la techno, l'industrial dance e il synth pop, sono stati composti sfruttando le tastiere e la drum machine di Martin Rev. Essi sono accompagnati dalla voce dolente di Alan Vega, narrante liriche di amore e morte.

Stando a una recensione del disco di Eddy Cilìa e Federico Guglielmi:
Il disco si apre con Ghost Rider, un brano rockabilly destrutturato e sincopato che verrà reinterpretato da R.E.M., The Horrors, The Gories, Rollins Band, The Sisters of Mercy, Merzbow, Soft Cell e The Young Gods. Verrà anche campionato da M.I.A. per il suo singolo del 2010 Born Free.
La successiva Rocket U.S.A., che è stata definita «quasi una danza tribale in costante "devoluzione" o un remix proto-techno di I'm Waiting For The Man dei Velvet Underground», verrà reinterpretata da The Fleshtones, Loop e dai The Cars sull'album Move Like This. Seguono la litania di Cheree, Johnny, un'altra canzone dalle tinte rockabilly e la sensuale Girl.
Uno dei brani più noti e acclamati del disco, Frankie Teardrop, è stata definita dal critico Piero Scaruffi "la Sister Ray degli anni 2000". Si tratta della storia di un giovane operaio ventenne chiamato Frankie, sposato e con un figlio di sei mesi. La vita per lui è dura, poiché lavorando in fabbrica non riesce a trovare il sostentamento per se stesso e la sua famiglia. Frankie raggiunge il limite e culmina nella disperazione: prende la pistola e spara a suo figlio, poi alla moglie. Dopo aver compiuto la strage, in preda alla follia, punta l'arma alla sua testa e si toglie la vita. Il brano si conclude con un monito da parte di Vega: «la storia di Frankie si ripete, sempre, con tutti noi».
Secondo la descrizione che ne dà Ondarock, la conclusiva Che, «con il suo organo fluorescente e quella circolarità infinitesimale lascia culminare il disco in un vuoto cosmico.»

## Pubblicazione ed esecuzioni dal vivo
Suicide venne pubblicato il dicembre del 1977. Venne ristampato con alcune tracce bonus nel 1981. Dall'album vennero estratti i singoli Johnny (1977) e Cheree (1978).
Nel settembre del 2009, l'album è stato interamente eseguito dal vivo al festival musicale All Tomorrow's Parties come parte della serie di concerti denominata Don't Look Back. Nel maggio 2010, a Londra, il disco è stato nuovamente eseguito dal vivo nella sua totalità quando la band ha fatto da spalla agli Stooges durante l'esecuzione di Raw Power.

## Copertina
La copertina del disco, che presenta uno sfondo bianco, raffigura il nome del gruppo e una vistosa macchia di sangue.

## Accoglienza
Originariamente, l'album venne mal recensito dalla critica e la stampa americane, come confermano ad esempio i resoconti che ne fecero Robert Christgau e Rolling Stone. Nello stesso periodo, la stampa britannica aveva invece accolto molto più positivamente la nuova formazione: NME, Time Out e Melody Maker dedicarono delle recensioni entusiaste al debutto dei Suicide.
L'album è stato classificato alla posizione 441 dalla rivista Rolling Stone nella lista dei 500 migliori album di tutti i tempi.
Suicide compare in un libro di Eddy Cilìa e Federico Guglielmi dedicato ai 500 dischi rock "fondamentali". Nella recensione del disco è scritto che «in venticinque anni, (Suicide) non ha perso un grammo della sua forza e della sua violenza oltraggiosa.»

## Tracce
1. Ghost Rider – 2:33
2. Rocket U.S.A. – 4:17
3. Cheree – 3:41
4. Johnny – 2:10
5. Girl – 4:06
6. Frankie Teardrop – 10:25
7. Che – 4:51

## Formazione
- Alan Vega - voce
- Martin Rev - tastiere, drum machine